# Cztery sceny bitewne (Horace Vernet)
Cztery sceny bitewne – seria czterech olejnych obrazów namalowanych przez francuskiego malarza i grafika Horace’a Verneta w latach 1821–1826, na zlecenie księcia Orleanu i późniejszego króla Francuzów Ludwika Filipa I, znajdujących się w zbiorach National Gallery w Londynie.

## Geneza
Cztery sceny bitewne namalowane w okresie Restauracji Burbonów, za które artysta otrzymał 38 000 franków, przedstawiają francuskie zwycięstwa w epoce wojen rewolucyjnej Francji i wojen napoleońskich. W 1819 roku książę Orleanu zlecił Vernetowi namalowanie dwóch obrazów przedstawiających bitwę pod Valmy (20 września 1792) i bitwę pod Jemappes (6 listopada 1792), w których brał udział książę; dodatkowym argumentem było zademonstrowanie przez księcia swoich republikańskich sympatii. Vernet zaproponował namalowanie dwóch dodatkowych obrazów przedstawiających bitwę pod Hanau (30–31 października 1813) i bitwę pod Montmirail (11 lutego 1814), ponieważ chciał uczcić pierwsze militarne zwycięstwa rewolucji francuskiej wraz z ostatnimi zwycięstwami Cesarstwa.

## Opis
Vernet użył podobnego formatu we wszystkich czterech obrazach, z których każdy przedstawia niemal z lotu ptaka panoramę krajobrazu, co pozwoliło mu wypełnić obrazy bardzo szczegółowymi scenami bitewnych zmagań. Kompozycja obrazów zamiast skupiać się na bohaterskich czynach pojedynczej, niemal nadludzkiej jednostki (takiej jak cesarz Francuzów Napoleon I) lub na wysokich rangą dowódców, przenosi bohaterstwo na całą armię, działającą jako kolektywna grupa. Zwycięstwo zwycięskiego przywódcy w bitwie zależy również od tych, którym przewodzi. Mundury, broń, gesty i mimika wszystkich, a nie tylko nielicznych, są odmalowane przez Verneta bardzo szczegółowo, podobnie jak krajobrazy i budynki.
Cztery sceny bitewne cieszyły się ogromną popularnością i pomogły Vernetowi uzyskać status „malarza narodowego”. Cała czwórka była eksponowana w Palais-Royal w Paryżu, gdzie służyła jako propaganda celebrująca francuską chwałę militarną oraz karierę i przywództwo księcia. Kiedy był królem, Ludwik Filip I miał również kopie wykonane dla Wersalu, gdzie wciąż wiszą dwie.
Obrazy Verneta zostały poważnie zniszczone przez pożar podczas rewolucji lutowej w 1848 roku, kiedy Palais-Royal został splądrowany. Nabyte przez Lorda Hertforda w 1851 roku na wyprzedaży po śmierci Ludwika Filipa I rok wcześniej, zostały odrestaurowane przez samego Verneta i wystawione w XIX-wiecznych ramach.

## Galeria
| Grafika | Tytuł                | Wymiary          | Data powstania |
| ------- | -------------------- | ---------------- | -------------- |
|         | Bitwa pod Jemappes   | 177,2 × 288,3 cm | 1821           |
|         | Bitwa pod Montmirail | 178,4 × 290,2 cm | 1822           |
|         | Bitwa pod Hanau      | 174 × 289,8 cm   | 1824           |
|         | Bitwa pod Valmy      | 174,6 × 287 cm   | 1826           |

## Źródło
- Four Battle Scenes. National Gallery. [dostęp 2022-05-15]. (ang.).